# Espinosa de Henares (kommunhuvudort)
Espinosa de Henares är en kommunhuvudort i Spanien.   Den ligger i provinsen Provincia de Guadalajara och regionen Kastilien-La Mancha, i den centrala delen av landet, 80 km nordost om huvudstaden Madrid. Espinosa de Henares ligger 769 meter över havet och antalet invånare är 668.
Terrängen runt Espinosa de Henares är platt åt sydost, men åt nordväst är den kuperad. Espinosa de Henares ligger nere i en dal. Runt Espinosa de Henares är det mycket glesbefolkat, med 6 invånare per kvadratkilometer. Närmaste större samhälle är Yunquera de Henares, 18,3 km söder om Espinosa de Henares. Trakten runt Espinosa de Henares består till största delen av jordbruksmark.